# Нварсакський договір

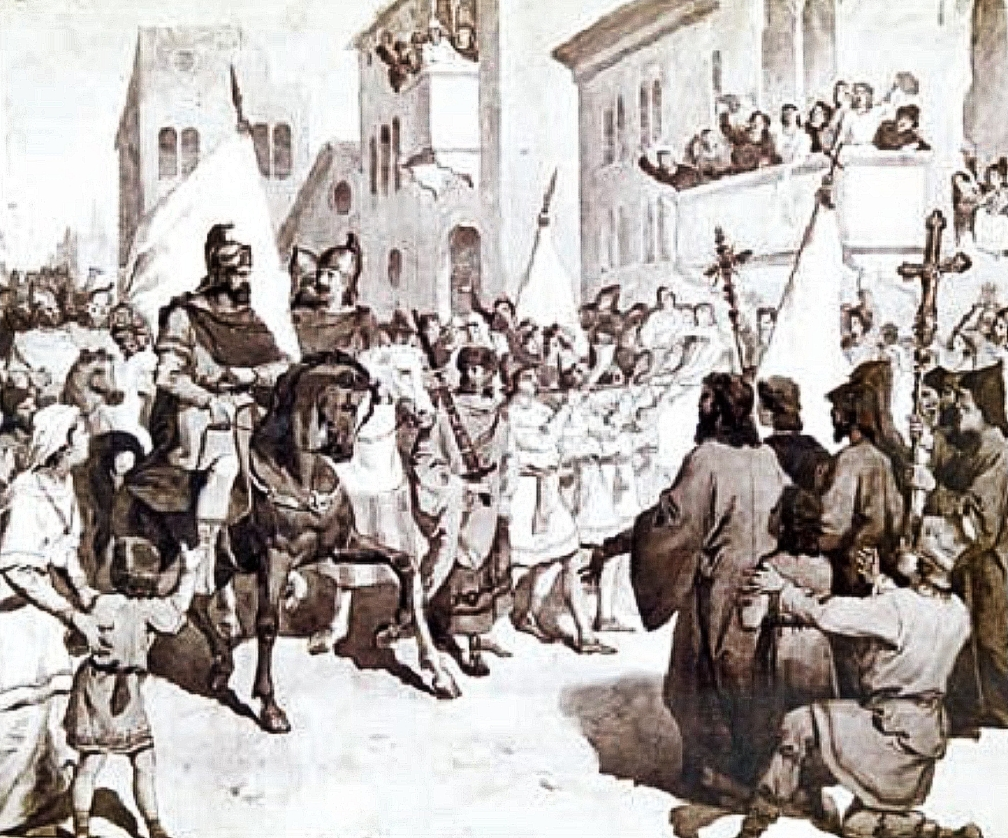
Повернення додому після битви (481—484) командувача вірменського війська Ваана Маміконяна. Картина Джуліана Зассо, XIX століття

Нварсакський договір (вірм. Նվարսակի պայմանագիրը, перс. قرارداد   نوارساکس) — угода між Вірменією та Іраном Сасанідів, відповідно до якої перша повернула собі напівнезалежний статус із цілковитою релігійною свободою.

## Передумови
Під час своїх походів Єздигерд II почав підозрювати християн і євреїв у зраді. Указ іранського правителя про заборону християнства й обов'язкове прийняття зороастризму поглибив і без того напружену ситуацію, що склалась в країні.
З метою зміцнення своєї влади на Кавказі, іранці зажадали, щоб вірмени, грузини й албани відмовились від християнства і прийняли зороастризм. Коли кавказькі князі відмовились виконувати вимоги іранців, 450 року їх запросили до Ктесифона, де їм під страхом смерті було запропоновано прийняти зороастризм. Князі для виду відступили від віри, щоб мати можливість повернутись на батьківщину й організувати повстання проти іранців. Вірмени підбурили повстання проти дискримінації, яке очолив Вардан Маміконян, але програли в Аварайрській битві 451 року.
В Іберії війну проти іранців вів Вахтанг I Горгасалі, на допомогу якому прийшов Ваан Маміконян. На березі річки Кура відбулась кривава битва, в якій грузинсько-вірменські війська зазнали поразки. В бою загинув один з керівників повстання — Саак II Багратуні.
Упродовж року іранці грабували та руйнували міста і села Вірменії й Іберії. Повстанці відповідали частими раптовими нападами. Іранські війська, зазнавши значних втрат, виснажились і послабли. Окрім того, їхня армія зазнала нищівної поразки і в Середній Азії.

## Умови договору
Після загибелі Пероза у війнах з гуннами до влади в Ірані прийшов новий цар — Балаш, члени ради якого наполягали на врегулюванні відносин з християнами. Тому до кінця 484 іранський шах запропонував укласти мир. Балаш відрядив одного з членів ради до Вірменії для перемовин з Вааном, які відбулись у селі Нварсак. Ваан виклав 3 умови:
1. дозволити християнам молитись у власних храмах;
2. припинити свавілля, відновити судову систему;
3. об'єктивність прийняття рішень іранським правителем (не на підставі порад близького оточення, а особисто побачивши й оцінивши стан справ)[4].

Відповідно до угоди Вірменія отримала напівнезалежний статус із цілковитою релігійною свободою. Окрім того було відновлено привілеї вірменських нахарарів: останні визнавали тільки владу шахиншаха, без втручання інших посадових осіб. Також за ними залишалась військова й адміністративна влада в країні. У 485 шах змушений призначити Ваана Маміконяна правителем країни.